# 29a Divisió (Exèrcit Popular de la República)
La 29a Divisió va ser una formació militar pertanyent a l'Exèrcit Popular de la República que va lluitar durant la Guerra Civil Espanyola. Creada originalment en 1937 a partir de la militarització de la columna del POUM, seria dissolta i novament recreada al començament de 1938, operant en el front d'Extremadura.

## Historial
La divisió va ser creada a l'abril de 1937, en el front d'Aragó, després de la militarització a l'antiga milícia del Partit Obrer d'Unificació Marxista (POUM) —l'anomenada divisió «Lenin». La unitat, que va quedar sota el comandament del comandant Josep Rovira, estava composta per les brigades mixtes 128a i 129a, procedents de les antigues columnes. A mitjan juny, en el context de la repressió governamental contra el POUM, Rovira va ser detingut per les autoritats republicanes. El comandament de la unitat seria assumit pel major de milícies Miguel García Vivancos. La 29a Divisió va arribar a participar en la ofensiva d'Osca, però va tenir un rendiment mediocre. El mes d'agost la divisió acabaria sent dissolta i reorganitzada, distribuint els seus antics membres entre altres unitats.
Al febrer de 1938 es va recrear la 29a Divisió, sota el comandament del comandant d'infanteria Antonio Rúbert de la Iglesia. La divisió va quedar integrada en el VII Cos d'Exèrcit, en el front d'Extremadura. Durant el mes de juliol va intervenir en els combats de la bossa de Mèrida, dels quals sortiria infringida. Conseqüència d'això, degué ser sotmesa a una profunda reorganització. A partir d'agost va passar a quedar incorporada al VI Cos d'Exèrcit.

## Comandaments
Comandants
- major de milícies Josep Rovira i Canals (des d'abril de 1937);
- major de milícies Miguel García Vivancos (des de juliol de 1937);
- comandant d'infanteria Antonio Rúbert de la Iglesia (des de febrer de 1938);[9]
- major de milícies Antonio de Blas García;[n. 2]
- tinent coronel Fernando Monasterio Bustos[13] (des d'abril de 1938);
- comandant d'infanteria José Cirac Laiglesia (des de novembre de 1938)

Comissaris
- Joaquin Vila Claramunt, del PSUC (des de febrer de 1938);[14]
- Benigno Alonso de Dios, del PCE (des d'agost de 1938);[15]
- Froilán Nanclares Cocho (des de març de 1939)

Caps d'Estat Major
- capità d'infanteria Enrique Trigo Bru (des de febrer de 1938);
- comandant d'infanteria Luis Recuenco Gómez (des d'abril de 1938);

## Ordre de batalla
| Data                 | Cos d'Exèrcit adscrit | Brigades Mixtes integrades | Front de batalla |
| -------------------- | --------------------- | -------------------------- | ---------------- |
| Maig de 1937         | X Cos d'Exèrcit       | 128a i 129a                | Aragó            |
|                      |                       |                            |                  |
| Febrer de 1938       | VII Cos d'Exèrcit     | 62a, 109a i 46a            | Extremadura      |
| Març de 1938         | VII Cos d'Exèrcit     | 46a, 109a i 104a           | Extremadura      |
| 30 d'abril de 1938   | VII Cos d'Exèrcit     | 46a, 109a i 210a           | Extremadura      |
| Juliol de 1938       | VII Cos d'Exèrcit     | 25a, 46a i 109a            | Extremadura      |
| 18 de juliol de 1938 | VII Cos d'Exèrcit     | 25a i 109a                 | Extremadura      |
| Agost de 1938        | VI Cos d'Exèrcit      | 46a, 109a i 44a            | Extremadura      |
| 23 d'octubre de 1938 | VI Cos d'Exèrcit      | 46a, 148a i 192a           | Extremadura      |
| Novembre de 1938     | VI Cos d'Exèrcit      | 46a, 109a i 194a           | Extremadura      |